# Condor (míssil)

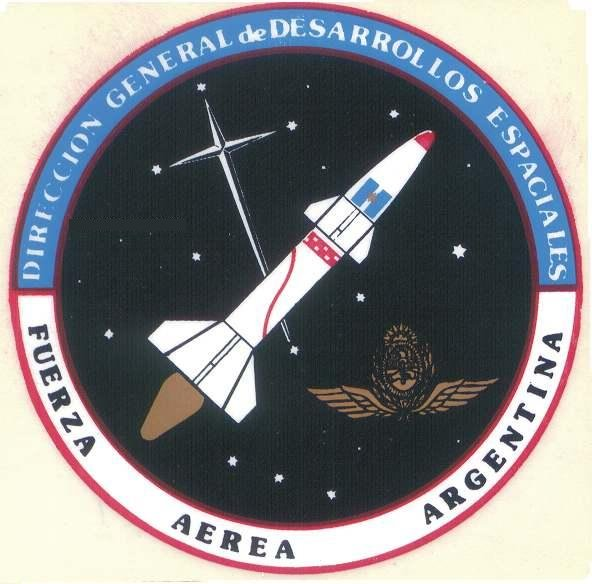

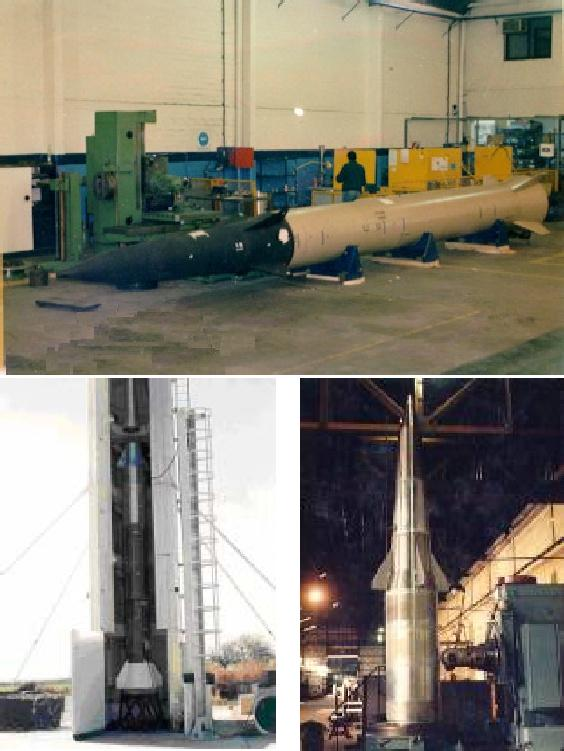
Protótipos Condor II em diferentes estágios de desenvolvimento

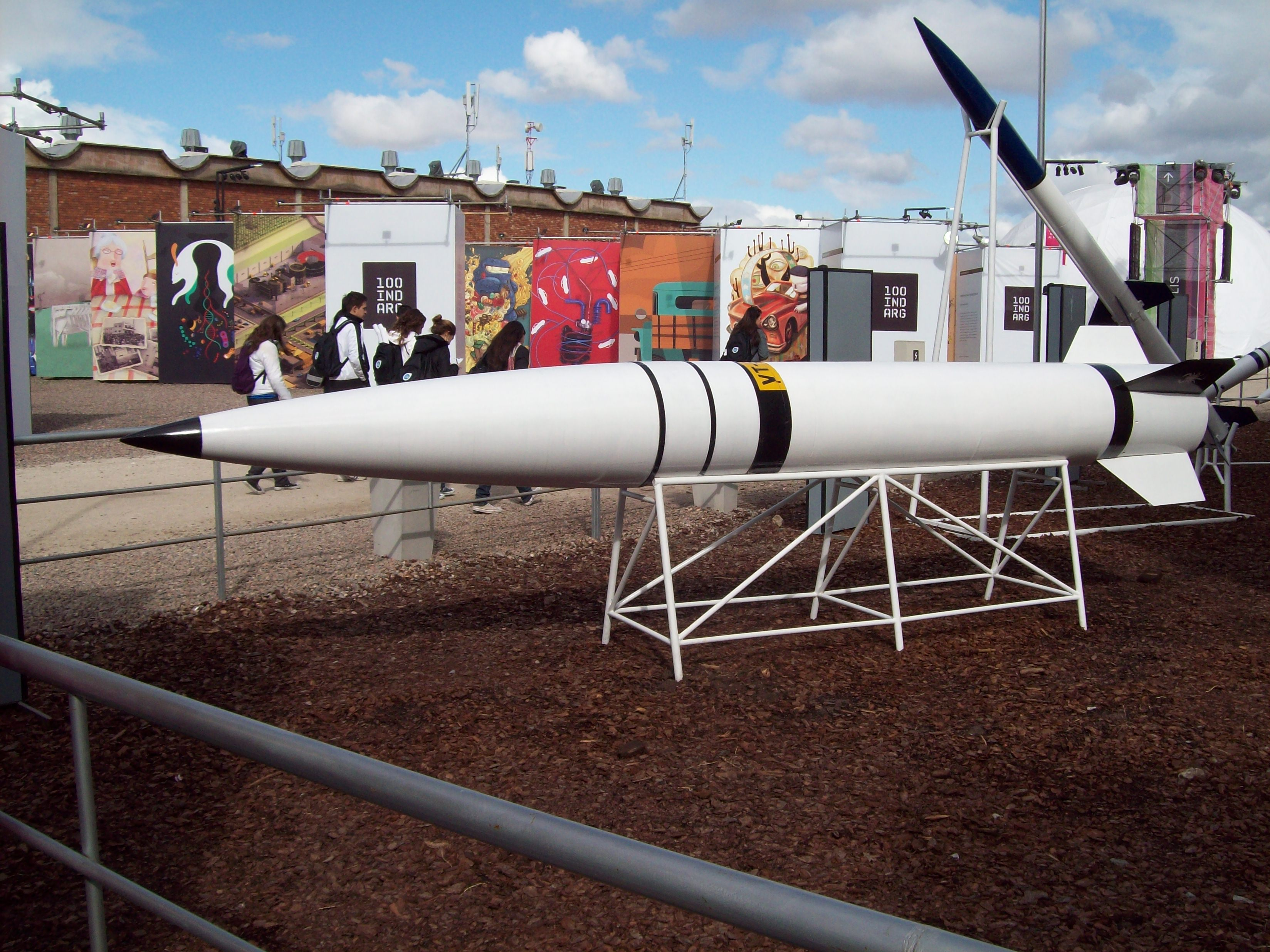

O Míssil Condor argentino teve seu programa começado em 1970, como um programa multinacional de pesquisa espacial com um contrato significativo entre a alemã MBB (agora parte do grupo DaimlerChrysler).
O Condor original tinha pouca capacidade militar. Portanto, foi usado como experiência para o desenvolvimento do programa Alacrán: um míssil balístico de baixo alcance. Depois dos problemas com os mísseis franceses na Guerra das Malvinas, o governo argentino decidiu que era tempo de criar seu próprio míssil de médio alcance e iniciou o programa Condor II. Este programa teve colaboração do Egito e depois do Iraque, mas, nos anos 90, Carlos Menem parou o projeto por pressão política dos Estados Unidos.
É possível que a Líbia tenha assumido o programa Condor II por volta de 1995. Problemas no Oriente Médio obscureceram o andamento do projeto, mas era claramente o mais promissor dos mísseis líbios.
O Condor III teria seu alcance aumentado para 1.500km, com a mesma carga do Condor II. Entretanto, é provável que o programa tenha terminado com a queda do regime de Saddam Hussein no Iraque.

## Especificações
- Comprimento: 10.5m
- Diâmetro: 0,80m
- Peso: 5.200kg
- Ogiva: Uma (explosiva ou química) de 450kg
- Alcance: 900km
- Propulsão: sólido/líquido de 2 estágios